# ジョージ・ハーバート

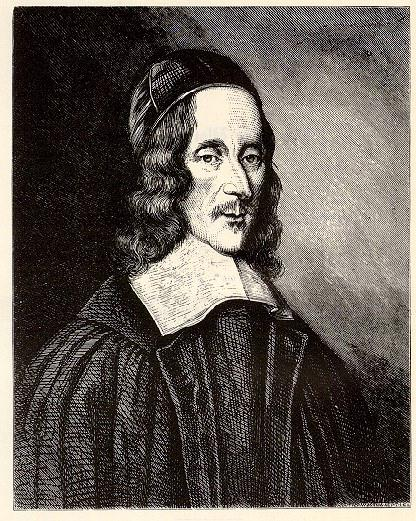
ジョージ・ハーバート

ジョージ・ハーバート（George Herbert, 1593年4月3日 - 1633年3月1日）は、17世紀イングランドの詩人。形而上詩人の一人。ウェールズの裕福な家庭に10人兄弟の5番目として生まれる。イングランド国王ジェームズ1世に気に入られたという。ギリシャ語やラテン語だけでなく、イタリア語やスペイン語、フランス語を学び、キリスト教信仰をテーマにした作品を多く発表した。
ケンブリッジ大学トリニティ・カレッジで学んだ後、司祭となり、ソールズベリー近郷の教会の牧師として清廉で敬虔な生活を送った。特に優れた詩歌によって世に知られ、詩集『田舎牧師』は多くの人々に愛好された。彼の詩は、ボーガンやコールリッジなどの後の詩人たちに大きな影響を与えた。
ジョージは、リトル・ギディングに宗教団体を設立していたニコラス・フェラーと友人になり、田舎の教区と教会の再建に身を捧げた。死の床でニコラス・フェラーに原稿を送り、出版するか破棄するか決めるよう頼んだ。1633年、フェラーは送付された原稿を『The Temple: Sacred Poems and Private Ejaculations』という題名で出版した。